# NEKO PUBLISHING

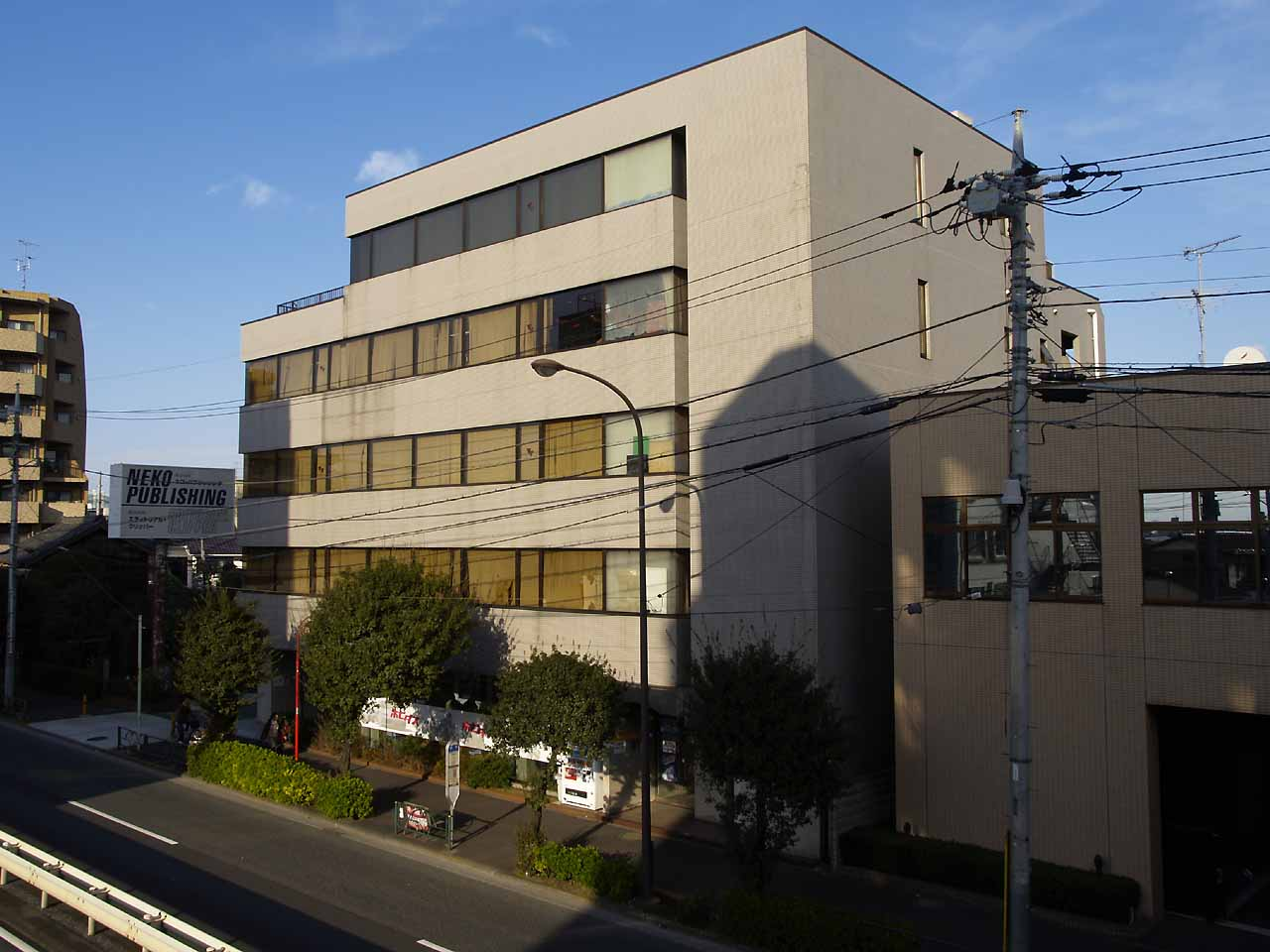
第四代總部（目黑區碑文谷）
在環七通路邊，東急巴士「平町」巴士站前。
截至2022年現在，建築物變成迷你自存倉「Quraz目黑·都立大學店」。

NEKO PUBLISHING（英文：NEKO PUBLISHING）是一間Culture Entertainment旗下分公司和品牌，主要出版和發行與汽車、鐵路等與興趣相關的雜誌和書籍。在2021年2月1日前為獨自經營的出版社NEKO PUBLISHING株式會社。

## 歷史
- 1976年（昭和51年）：笹本健次[a]在東京都世田谷區用賀創立「企劃室Neko」。
- 1992年（平成4年）：公司總部遷移東京都世田谷區弦卷，同時把公司改名為NEKO PUBLISHING。
- 1999年（平成11年）：公司總部遷移至東京都目黑區碑文谷。
- 2010年（平成22年）11月：成為文化便利俱樂部的旗下公司。由文化便利俱樂部董事、TSUTAYA代表董事（當時）中西一雄擔住代表董事兼社長[5]。
- 2011年（平成23年）5月：公司總部遷移至東京都目黑區下目黑。
- 2015年（平成27年）4月：德間書店合資開辦出版銷售專門公司「C-出版服務株式會社」[6]。
- 2018年（平成30年）：公司總部遷移至東京都品川區上大崎（目黑站前）的目黑中央廣場[7]。
- 2020年（令和2年）
  - 3月31日：收購合併Cutlass株式會社。
  - 12月28日：母公司Culture Entertainment公布預計收購合併NEKO PUBLISHING[8]。
- 2021年（令和3年）2月1日：被Culture Entertainment收購合併。品牌與名稱沒有變更[9]。

## 雜誌

### 汽車雜誌
- Le Volant（日语：ル・ボラン）[10]（毎月26日發售）
- [11] （雙數月26日發售）
- Tipo（ティーポ）[12]（單數月6日發售）
- Garage Life（ガレージライフ）[13]（3月、6月、9月、12月1日發售）

### 鐵路雜誌
- RM MODELS（日语：RM MODELS）[14]（毎月21日發售）
- 國鐵時代（日语：国鉄時代）[15]（3月、6月、9月、12月的21日發售）
- [16]（毎月1日發售）

### 模型雜誌
- [17]（毎月26日發售）

### 生活雜誌
- Daytona（デイトナ）[18] （雙數月6日發售）
- Blue.（ブルー）[19]（單數月10日發售）
- up PLUS（アッププラス）[20]（發行：Up Magazine）

### 雜誌書
- SCUDERIA（スクーデリア）
- NEKO（日语：NEKO）[21] - 2022年2月號前發行的雜誌
- HONEY（ハニー）[22]
- Bus Graphic（日语：バスグラフィック）
- 所喬治（日语：所ジョージ）之世田谷Base
- LET' S PLAY VWs
- - 海水魚資訊雜誌

### 過去曾經發行的雜誌
- - 《Bus Graphic》的前身雜誌，兩雜誌合併
- FAMOSO（ファモーソ） - 與北野武和所喬治（日语：所ジョージ）相關雜誌（雜誌書）
- J's Tipo（日语：J's Tipo）[23]
- [24]
- Quanto（くあんと）[25]
- 500 magazine (チンクエチェント・マガジン)[26]
- Rosso（ロッソ）[27][28]
- Daytona BROS（デイトナ・ブロス）[29][30]
- MOTO MAINTENANCE （モト・メンテナンス）- 出版商轉移至Neko Bros Motorcycles（後來變成Bike Bros Magazines）。
- - 同上
- BMW bikes - 出版商轉移至Neko Bros Motorcycles（後來變成Bike Bros Magazines）。隨後再轉移至日榮出版。
- KINFOLK JAPAN EDITION（キンフォークジャパンエディション）- 出版商轉移至En Planning。
- ROLLER magazine（ローラー・マガジン）同上
- RIPPER MAGAZINE（リッパーマガジン）同上
- VINTAGE LIFE（ムック）
- SLIDER（スライダー）（雜誌書）
- （雜誌書） - 電單車雜誌
- （雜誌書） - 22號起，出版商轉移至En Planning有限公司。
- Rail Magazine[31] - 2022年3月號後休刊
- Honda Style（ホンダスタイル）[32]
- Rolling Stone Japan（發行：CCC Music Lab[33]）- 出版商轉移至CCC Media House。

## 主要發行書籍
- RM LIBRARY（日语：レイルマガジン）
- 私鐵之車輛系統 - 在1985年至1987年之間，由保育社（日语：保育社）發行的系列，共有全24卷。後來保育社破產後，NEKO PUBLISHING接管了版權並重新出版。除了釘裝和部分內容修正外，與保育社版一樣內容。
- Nakamichi・Complete Book 達到巔峰的傳奇之卡式錄音機品牌 - 2020年1月30日發行。

## 網絡雜誌
- 鐵道Hobidas （页面存档备份，存于）（日語）
- CARSMEET WEB （页面存档备份，存于）（日語）

## 注腳

## 外部連結
- NEKO PUBLISHING （页面存档备份，存于）（日語）